# PCSX2
PCSX2 је један од емулатора PlayStation 2 играчке конзоле.
Циљ програма је да емулира PS2 на х86 архитектури.
Као и успешни емулатор ePSXe, PCSX2 је заснован на употреби плагинова, што пружа велике предности. Главне од њих су могућност детаљног подешавања сваке од ставки у емулацији хардвера и чињеница да побољшање рада емулатора не зависи искључиво од самих аутора PCSX2, већ и од аутора плагинова, што свакако продужава животни век емулатора.

## Захтевност
Емулатор је прилично захтеван, и емулација на просечном рачунару тече изузетно споро. Минимални захтеви су следећи:
- Процесор: Пентиум IV
- Радна меморија: 512
- Графичка карта: GeForce графичка карта шесте генерације или еквивалент
- Оперативни систем:  или
- :  128+ графичке меморије

Оваква конфигурација је довољна за покретање игара у емулатору, али се свакако, за удобније играње препоручује нешто јачи рачунар. Пресудно побољшање у раду емулатора донела је верзија 0.9 објављена почетком 2006. године. Од тада се може покренути доста игара (уз пар мањих или већих графичких грешака), али још увек недовољно брзо на просечним конфигурацијама.
Разлог томе јесте специфична архитектура процесора који се налазе у Плејстејшну 2. Иако заостају више генерација у односу на данашње стандарде, њихова архитектура се изразито разликује од PC архитектуре те их је тешко емулирати на PC рачунарима.
Од верзије 0.9.2 PCSX2 емулира и звук.

## 
Такође на уму треба имати да PCSX2 емулатор захтева и Плејстејшн 2 BIOS како би уопште могао бити покренут. Је једини легалан начин коришћења огледа у самосталном dump-овању биоса из саме конзоле. Оваква радња захтева посебне алате и виши ниво стручности корисника.

## -ови
Да бисте успешно покренули PCSX2 биће вам потребни и следећи плугинови:
- : Већина ових plugin-ова ради са Direct3D-ом, OpenGL-ом или са Glide-ом, они су слободни за употребу и могу се наћи на многим интернет страницама.
- : Овај plugin је задужен за емулацију звука и доступан је као и претходно поменути plugin-ови.
- : „” већ долази са основним plugin-ом, али се може заменити многобројним алтернативама које пружају посебне погодности.
- : Основни plugin је и овде сасвим довољан, али се може земенити ради постизања додатних могућности, као што је на пример прикључивање и управљање оригиналним Плејстејшн контролером.
- : Овај plugin се користи за емулацију USB порта.
- : Слично као и претходни, овај plugin се користи за емулацију порта, у овом случају Firewire.